# Camellia punctata
Camellia punctata là một loài thực vật có hoa trong họ Theaceae. Loài này được (Kochs) Cohen-Stuart mô tả khoa học đầu tiên năm 1916.